# Міністерство збройних сил Франції
Міністерство збройних сил (фр. Ministère des Armées, lit. «Міністерство армій») — міністерство уряду Франції, яке відповідає за управління французькими збройними силами на території Франції та за її межами. Його очолює міністр збройних сил. З 1947 по 2017 рік Міністерство було призначено Міністерством оборони ( фр. Ministère de la Défense). Це міністерство оборони Франції.

## Організація

### Міністр збройних сил
Керівником відомства є Міністр Збройних Сил. Нинішнім посадовцем є Себастьян Лекорню з 2022 року. Зараз він підпорядковується безпосередньо президенту республіки, головнокомандувачу збройними силами Франції.
Його місія полягає в організації та керуванні оборонною політикою країни у зв’язку з іншими відомствами. Він також відповідає за мобілізацію військ і управління військовою інфраструктурою. Він відповідає за безпеку збройних сил Франції перед парламентом.

### Начальник штабу оборони
Начальник штабу оборони (CEMA) підпорядковується безпосередньо міністру. Він відповідає за проведення операцій, навчання військ, інспекцію військ, програмування майбутнього сил, а також збір і аналіз розвідданих. Він також відповідає за підтримку відносин з іншими країнами.
Посаду начальника штабу оборони обіймав генерал французької армії П'єр де Вільє до 20 липня 2017 року, коли він подав у відставку без офіційних причин. Однак джерела припускають, що це було зроблено на знак протесту проти оголошених скорочень оборонного бюджету всупереч попереднім запевненням щодо збільшення витрат на оборону. Наступного дня генерал французької армії Франсуа Лекуантр обійняв посаду начальника штабу армій.

### Загальне керівництво Департаментом
Загальне керівництво Департаментом здійснює Генеральний секретар з питань управління. Він допомагає Міністру у:
- Розробка бюджету
- Юридична порада
- Кадрова політика
- Домашні ресурси
- Соціальний менеджмент

Посаду займає Жан-Поль Боден.

### Генеральне управління озброєнь
Генеральне управління озброєнь є науково-дослідною службою Департаменту. Він відповідає за оснащення всіх видів Збройних Сил і створення майбутнього обладнання армій. Сервіс управляє більш ніж 80 проектами і командує більш ніж 7,5 мільярдів євро в національну промисловість у 2011 році.

## Штаб
Штаб-квартира Міністерства армії знаходиться в готелі де Брієнн, у 14-му окрузі Парижа, але всі служби були перенесені до нової штаб-квартири.
5 листопада 2015 року президент Франції Франсуа Олланд урочисто відкрив нову штаб-квартиру Міністерства оборони Франції в Balard Site, що отримала прізвисько Hexagone Balard або «Balardgon» за американським аналогом Пентагону.